# W3Schools
W3Schools és un lloc web popular per a aprendre desenvolupament web en línia. El contingut inclou tutorials i documentació sobre HTML, CSS, JavaScript, PHP, SQL, Bootstrap i JQuery. Rep més de 10 milions de visitants únics mensuals.
Creat el 1998, el seu nom és un derivat del «World Wide Web», però no està afiliat amb W3C («World Wide Web Consortium»). El projecte el manté l'empresa noruega de desenvolupament de programari Refsnes Data. W3Schools mostra milers d'exemples de codi, i utilitzant un editor en línia els lectors poden editar-ne els exemples i executar el codi en una pàgina de proves.